# Association de libre-échange des Caraïbes
 (mai 2014).
Si vous disposez d'ouvrages ou d'articles de référence ou si vous connaissez des sites web de qualité traitant du thème abordé ici, merci de compléter l'article en donnant les références utiles à sa vérifiabilité et en les liant à la section « Notes et références ».
L'Association de libre-échange des Caraïbes, (ou caribéen ou encore caribéenne ; en anglais Caribbean Free Trade Association, en abrégé  CARIFTA) était une organisation régionale de la Caraïbe formée en 1965 et devenue officiellement la Communauté caribéenne (CARICOM) en 1973. Constituée au départ de la Barbade, d'Antigua, de Trinité-et-Tobago puis de la Guyana, cette association commerciale s'est élargie en 1968 avec l'adhésion de la Dominique, la Grenade, le Belize, la Jamaïque, Montserrat, Saint-Christophe-et-Niévès, Anguilla, Sainte-Lucie et Saint-Vincent.

## Historique
À la suite de la chute de la fédération des Indes occidentales en 1962 avec l'indépendance de la Jamaïque, les représentants politiques des pays et dépendances de la Caraïbe souhaitaient trouver une alternative par le lancement d'une tentative régionaliste. 
Le 15 décembre 1965, la Barbade, Trinidad-et-Tobago, le Guyana et l'Antigua-et-Barbuda signent le Dickenson Bay Agreement,   l'accord qui créé la CARIFTA. Ce premier document, rédigé sur les bases du texte fondateur de l'Association européenne de libre-échange (AELE) de 1960, promet peu d'avantages économiques aux États membres.
Originellement prévue pour entrer en fonctions le 15 mai 1967, l'association ne s'établit officiellement que jusque le 1er mai 1968 après la fin des négociations avec le Guyana et l'Antigua-et-Barbuda,. Peu de temps après, l'organisation s'élargit avec l'entrée de la Dominique, Grenada, St Kitts-Nevis,Anguilla, Saint Lucia and St Vincent and the Grenadines le 1er juillet 1968 puis de Montserrat et la Jamaïque le 1er août de la même année. L'ex-Honduras anglaise, le Belize, rejoint l'organisation en 1971.
En avril 1972, l'Association organise les premiers Jeux de la CARIFTA à Bridgetown, en Barbade. La compétition se célèbre annuellement depuis dans un pays hôte différent. 
Les évolutions sociales, économiques et politiques de l'espace caribéen traversé par un mouvement d'indépendances ont donné un élan au courant régionaliste et les représentants politiques de la Caraïbe se sont réunis à Trinidad-et-Tobago le 4 juillet 1973 et donnent naissance au CARICOM par la signature du traité de Chaguaramas.   